# Miunte

Situación de Miunte (Mío en el mapa) en la desembocadura del río Menderes (o Meandro), en la actualidad colmatada por los aluviones.

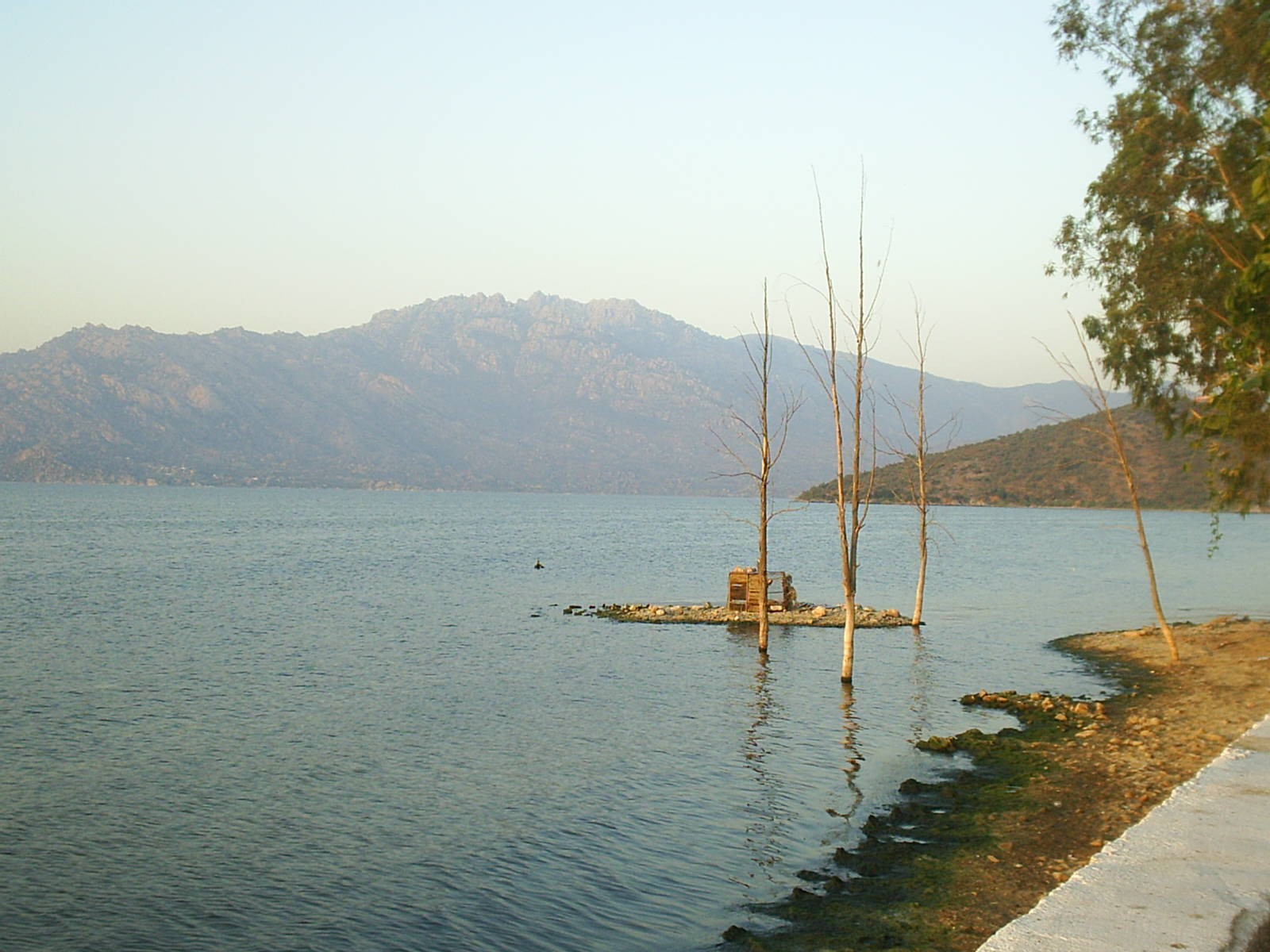
El lago Bafa

Miunte (en griego antiguo: Μυοῦς Myús) fue una antigua ciudad griega de Asia Menor, miembro de la Liga Jónica. 
El yacimiento arqueológico de Miunte está cerca de la actual población de Avsar (Turquía), a orillas del lago Bafa, a 16 km de Mileto, en la Provincia de Aydin. 
Según la leyenda, fue fundada por Ciareto, hijo del rey ateniense Codros, quien expulsó a los carios que ocupaban la región. Estaba situada en la desembocadura del río Meandro. Si se cree a  Diodoro Sículo, sus aguas eran particularmente ponzoñosas.
Con las otras ciudades de la alianza se rebeló contra la dominación de los persas bajo la dirección de Aristágoras y de la ciudad de Mileto durante la revuelta jónica. Cuando Temístocles fue condenado al ostracismo, Artajerjes I le confió el gobierno de Miunte al mismo tiempo que el de Lámpsaco y Magnesia del Meandro.
Fue evacuada por sus habitantes cuando el Meandro tapó la entrada de una ensenada situada en el territorio de la ciudad, transformándola en un lago insalubre. Los ciudadanos de Miunte se fueron a Mileto, llevando a sus divinidades consigo. Según otros autores, Miunte fue completamente sumergida por el mar. Durante su visita en el siglo II, Pausanias no encontró más que un templo de Dioniso.